# 邦加海峽
邦加海峽是印度尼西亞的海峽，位於蘇門答臘島和邦加島之間的爪哇海，分隔南蘇門答臘省和邦加-勿里洞省，長180公里、寬11至27公里。
2°32′33″S 105°44′36″E / 2.54250°S 105.74333°E